# 奥鲁内
奥鲁内（義大利語：Orune），是意大利撒丁大区努奥罗省的一个市镇。总面积128.58平方公里，人口2633人，人口密度20.5人/平方公里（2009年）。ISTAT代码为091067。